# Tasiocera primaveris
Tasiocera primaveris là một loài ruồi trong họ Limoniidae. Chúng phân bố ở miền Australasia.